# Botes källmyr
Botes källmyr este o arie protejată (arie specială de conservare — SAC, sit de importanță comunitară — SCI) din Suedia întinsă pe o suprafață de 177,3 ha, integral pe uscat.

## Localizare
Centrul sitului Botes källmyr este situat la coordonatele 57°20′47″N 18°19′17″E / 57.3463°N 18.3214°E.

## Înființare
Situl Botes källmyr a fost declarat sit de importanță comunitară în ianuarie 1997 pentru a proteja 1 specie de plante și 2 specii de animale. Situl a fost protejat și ca arie specială de conservare în martie 2011.

## Biodiversitate
Situată în ecoregiunea boreală, aria protejată conține 5 habitate naturale: Pășuni din zone de pădure fino-scandinave, Mlaștini alcaline, Mlaștini calcaroase cu Cladium mariscus și specii de Caricion davallianae, Izvoare petrifiante cu formare de travertin (Cratoneurion), Pajiști cu Molinia pe soluri calcaroase, turboase sau argilos-nămoloase (Molinion caeruleae).
La baza desemnării sitului se află mai multe specii protejate:
- plante (1): Rhinanthus osiliensis
- nevertebrate (2): Vertigo angustior, Vertigo geyeri